# I Won't Back Down
I Won't Back Down è un singolo di Tom Petty. Fu pubblicato nell'aprile del 1989 come primo singolo estratto dal suo primo album da solista, Full Moon Fever. La canzone è stata scritta da Petty e Jeff Lynne, il suo partner di scrittura per l'album. Raggiunse la posizione n. 12 della Billboard Hot 100 e la prima posizione della Album Rock Tracks per cinque settimane, e conquistò il disco di platino.
Nel video diretto da David Leland compaiono George Harrison alla chitarra e Ringo Starr alla batteria anche se in realtà nel brano la batteria è suonata da Phil Jones e non dall'ex Beatles.
Una cover molto popolare venne realizzata da Johnny Cash nel 2000 e inserita nell'album American III: Solitary Man dell'artista dell'Arkansas.